# Abacetus crenulatus
Abacetus crenulatus là một loài bọ chân chạy thuộc phân họ Pterostichinae. Loài này được nhà côn trùng học người Pháp Pierre François Marie Auguste Dejean mô tả lần đầu năm 1831. Đây là một trong các loài bọ chân chạy thuộc hệ sinh thái lúa Tây Phi, được phát hiện trong các cuộc khảo sát côn trùng trên cánh đồng lúa ở Cameroon nhằn tìm kiếm bọ cánh cứng có thể giúp giảm số lượng sâu bệnh cây trồng trên đồng ruộng.